# V479 Геркулеса
V479 Геркулеса (лат. V479 Herculis) — одиночная переменная звезда* в созвездии Геркулеса на расстоянии приблизительно 2386 световых лет (около 732 парсек) от Солнца. Видимая звёздная величина звезды — от +13,8m до +12,5m.
Открыта Куно Хофмейстером в 1943 году.

## Характеристики
V479 Геркулеса — красный гигант, пульсирующая медленная неправильная переменная звезда (LB) спектрального класса M, или M2, или M5-M6. Эффективная температура — около 3286 K.